# Белая зона (телесериал)
«Мёртвая зона», или «Белая зона» (фр. Zone Blanche) — французско-бельгийский детективный телесериал по сценарию Матье Миссоффа. Оригинальное название «Zone Blanche» (по-французски «белый регион») означает «радиодыра» — место, где нет сотовой связи.
Первый сезон насчитывает 8 серий. Второй сезон был также продлён на 8 эпизодов. Планировалось пустить в производство ещё два или три сезона, но после снижения зрительского интереса, сериал был окончательно закрыт.
Впервые, он был показан в Бельгии 9 марта 2017 года на канале La Une, во Франции на канале France 2 10 апреля. Второй сезон начался на канале La Une 4 февраля 2019 года и на канале France 2 11 февраля.
На международном уровне, первый сезон был выпущен на Prime Video 27 января 2018 года, а второй сезон — на Netflix 14 июня 2019 года.

## Сюжет
В небольшом французском городке Вильфранш, изолированном в мёртвой зоне и окруженным 200 квадратными километрами таинственного леса на краю Вогезов, уровень убийств в шесть раз выше, чем в окрестностях. Число жителей сокращается, но наблюдается резкий рост преступности. Чтобы оценить работу жандармерии, которая состоит всего из трёх служителей закона под командованием майора полиции Лорен Вейс, в город приезжает прокурор Франк Сириани, жаждущий личной мести мэру Штейнеру.
Инспекторы полиции продолжают обнаруживать свежие трупы. В загадочных преступлениях местные жители винят лес, хоть и испытывают к нему особенную связь. Лорен сама когда-то стала жертвой преступления. Двадцать лет назад, во время обряда «посвящения», через который проходит каждый подросток по обретению совершеннолетия, её похитили в лесу и приковали цепью, после чего ей пришлось лишиться двух пальцев, чтобы освободиться. Преступник так и не был пойман, и она до сих пор выходит по ночам на поиски похитителя.
Дочь мэра Марион также пропала без вести шести месяцев назад, и её поиски не прекращаются до сих пор. В то время, дочь Лорен Кора проводит личное расследование похищения своей подруги и случайно обнаруживает группу экологических активистов «Дети Ардуинны», которые защищают лес от махинаций отца Штайнера. Надеясь на их помощь в поисках Марион, она присоединяется к ним и невольно принимает участие в их террористических акциях.

## В ролях
- Сулиан Брахим  — майор Лорен Вейс
- Юберт Делаттре  — Мартиаль «Мишка» Ферранди
- Лоран Капеллуто  — Франк Сириани
- Самюэль Жуи  — Бертран Штейнер
- Камилль Агиляр  — Кора Вейс
- Рено Рюттен  — Луи Эрман
- Тифен Давио  — Камилль Ложье
- Нэйдра Айади  — доктор Лэйла Барами
- Брижит Си  — Сабин Аннека
- Анна Суарес  — Леа Штейнер
- Дан Херцберг — Гаспар Беллан
- Сириэль Дебрей  — Анна Деламбре
- Тео Коста Марини  — Роман Бартелеми
- Марина Хэндс  — Дельфина Гарнье

## Особенности сериала
- Чтобы лучше раскрыть ключевых персонажей, линейное повествование периодически прерывается флэшбэками.
- В центре первого сезона сериала, красной нитью тянется похищение Марион Штейнер, но каждый эпизод представляет собой отдельные дела, в своём большинстве, не связанных друг с другом.
- Действие разворачиваются летом, но во Вильфранше почти никогда не светит солнце, а долина и низины нередко окутаны дымкой.
- Персонажей часто сопровождает пара-тройка воронов, которые, словно предвестники чего-то наихудшего, придают событиям зловещности и загадочности.